# Myiodactylus roseistigma
Myiodactylus roseistigma is een insect uit de familie van de Nymphidae, die tot de orde netvleugeligen (Neuroptera) behoort. 
Myiodactylus roseistigma is voor het eerst wetenschappelijk beschreven door Esben-Petersen in 1917.